# Dä va då dä
Dä va då dä: Pugh Rogefeldts bästa 1969–2012  är ett samlingsalbum av den svenske rockmusikern Pugh Rogefeldt, utgivet 2012.

## Låtlista
1. "Här kommer natten"
2. "Små lätta moln"
3. "Surabaya Johnny"
4. "Love Love Love"
5. "Föräldralåten"
6. "Jag är en liten pojk"
7. "Jag har en guldgruva"
8. "Visan om Bo"
9. "Lejon"
10. "Bä bä vita lamm"
11. "Mamma håll ut"
12. "Långsamma timmar"
13. "Hog Farm"
14. "Dinga linga Lena"
15. "Silver-Lona"
16. "Bolla och rulla"
17. "Vandrar i ett regn"
18. "Finns det lite stolthet kvar finns det också hopp om bättring"
19. "Storseglet"
20. "Vår kommunale man"
21. "Hällregn"
22. "Nattmara"
23. "Kärlekens träd"
24. "Cykelsemester"
25. "Stockholm"
26. "Aftonfalken"
27. "Två lika är ett"
28. "Det är en lång väg från landet till stan"
29. "En ny rebell i byn"
30. "Mitt bästa för dig"
31. "Snart kommer det en vind"
32. "Bröllopsklockor"
33. "Det är aldrig för sent"
34. "Ingenting för ingenting"
35. "Gammeldags tro"
36. "Du kan kyssa din mamma adjö"
37. "Hare nu så bra"

## Mottagande
Tidningen Barometern tilldelade skivan 4/5 och skrev "En dubbel-cd som är ett absolut måste i skivsamlingen. Ett stycke svensk rockhistoria."

## Listplaceringar
| Lista (2012–2013) | Topplacering |
| ----------------- | ------------ |
| Sverige           | 4            |

### Fotnoter
1. ↑  ”Dä va då dä: Pugh Rogefeldts bästa 1969–2012 ”. Svensk mediedatabas. http://smdb.kb.se/catalog/search?q=pugh+rogefeldt&sort=NEWEST. Läst 21 januari 2013.
2. ↑  Andersson, Dennis (9 november 2012). ”Dä va då dä”. Barometern. http://www.barometern.se/noje_o_kultur/recensioner/skivor/pugh-rogefeldt%283515665%29.gm. Läst 21 januari 2013.
3. ↑  Placeringar på den svenska albumlistan